# Santa Cruz do Sul (tiểu vùng)
Santa Cruz do Sul là một tiểu vùng thuộc bang Rio Grande do Sul, Brasil. Tiều vùng này có diện tích 5565 km², dân số năm 2007 là 298329 người.